# Morte de Botham Jean
Na noite de 6 de setembro de 2018, o contador de 26 anos Botham Jean foi assassinado em Dallas, Texas, pela policial de folga do Departamento de Polícia de Dallas Amber Guyger. Guyger entrou no apartamento de Jean e disparou fatalmente contra ele. Segundo a policial, ela acreditava estar em seu próprio apartamento e pensou que Jean era um ladrão. Inicialmente acusada de homicídio culposo, a ausência de uma acusação de assassinato gerou protestos e alegações de viés racial, já que Jean, um homem negro desarmado, foi morto em sua própria casa por uma policial branca de folga que aparentemente desrespeitou protocolos policiais. Em 30 de novembro de 2018, Guyger foi formalmente indiciada por assassinato. Em 1º de outubro de 2019, ela foi considerada culpada de assassinato e condenada a dez anos de prisão no dia seguinte. A sentença foi mantida em apelação em 2021.

## Detalhes do assassinato
Botham Jean e Amber Guyger residiam em apartamentos separados no complexo residencial South Side Flats, um prédio de quatro andares situado na esquina da South Lamar Street com a Powhatan Street, a dois quarteirões a noroeste da sede do Departamento de Polícia de Dallas, onde Guyger trabalhava como policial de patrulha no bairro Cedars, em South Dallas. As plantas dos andares do edifício são praticamente idênticas. O apartamento de Guyger, no terceiro andar (número 1378), onde ela morava há cerca de dois meses no momento do crime, ficava diretamente abaixo do apartamento de Jean, no quarto andar (número 1478).
Em 6 de setembro de 2018, Guyger deixou o trabalho às 21h33, após um turno de 13 horas e meia. Ela dirigiu até o complexo residencial, estacionando seu veículo no estacionamento do quarto andar às 21h46. Durante o trajeto, conversava ao telefone com seu parceiro romântico, em uma ligação que durou até às 21h55. Ela ainda vestia seu uniforme e portava sua arma de fogo. Guyger caminhou até o apartamento de Jean, que, segundo ela, acreditava ser o seu, apesar de sinais visuais evidentes de que estava no andar errado, como o tapete vermelho característico na entrada do apartamento de Jean e a ausência de um grande vaso de planta, presente na entrada de seu próprio apartamento.
Ao tentar abrir a porta, percebeu que estava entreaberta. Embora as portas do complexo tivessem fechaduras eletrônicas automáticas, a do apartamento de Jean estava com defeito e nem sempre travava se não fosse fechada com força. Guyger entrou no apartamento e encontrou Jean sentado na sala, comendo sorvete, desarmado, com seu laptop aberto e ligado. Apesar de os apartamentos terem a mesma planta, o de Jean continha mais móveis, incluindo uma mesa de centro e um pufe em frente ao sofá, e sua televisão era significativamente maior. Guyger disparou sua arma duas vezes contra Jean, atingindo-o no peito. Ela testemunhou posteriormente que acreditava que ele era um intruso e temia que ele a matasse. Guyger ligou para o 9-1-1 às 21h59. Jean foi levado a um hospital próximo, onde faleceu devido ao ferimento. A Texas Rangers investigou o tiroteio, o que levou à prisão de Guyger três dias depois.
Inicialmente, Guyger foi acusada de homicídio culposo, mas posteriormente a acusação foi alterada para assassinato. A acusação inicial de homicídio culposo e o aspecto racial do incidente resultaram em protestos nos dias seguintes.
O Departamento de Polícia de Dallas colocou Guyger em licença administrativa remunerada após o tiroteio. Ela foi demitida em 24 de setembro de 2018.

## Vítima
Botham Shem Jean, um homem negro de 26 anos, era formado pela Universidade Harding [en] e trabalhava como contador na PwC. Jean nasceu em Santa Lúcia.
Após o tiroteio, um advogado que representava a família de Jean acusou o Departamento de Polícia de Dallas de tentar difamar a reputação de Jean ao divulgar um affidavit policial que mostrava que foram apreendidos 0,368 onça (massa)s (10,4 g) de maconha em seu apartamento. Os advogados também contestaram a versão do incidente relatada por Guyger às autoridades, registrada no affidavit do mandado de prisão, e afirmaram que duas testemunhas independentes apresentaram relatos que contradiziam a versão de Guyger. Um advogado da família Jean declarou que as testemunhas afirmaram ter ouvido batidas na porta do apartamento de Jean e uma voz feminina dizendo "Deixe-me entrar, deixe-me entrar".

## Perpetrador
Amber Renée Guyger (nascida em 9 de agosto de 1988) tinha 30 anos na época do incidente. Ela trabalhou por quase cinco anos no Departamento de Polícia de Dallas.

## Julgamento criminal
Em 30 de novembro de 2018, Guyger foi indiciada por assassinato por um grande júri do condado de Dallas. Em 22 de setembro de 2019, um dia antes do início do julgamento, o Procurador do Condado de Dallas, John Creuzot, participou de uma entrevista sobre o caso, apesar de uma ordem de silêncio emitida pela juíza Tammy Kemp em janeiro daquele ano. Após questionar os jurados, que afirmaram não ter visto a entrevista ou outras coberturas midiáticas do julgamento, Kemp negou o pedido de anulação do julgamento feito pela defesa e isolou o júri.
Uma acusação de homicídio culposo exigiria apenas prova de imprudência, enquanto a de assassinato requer prova de intenção de causar dano grave ou morte (resultando em morte). Os promotores alegaram intenção criminosa por dois motivos: primeiro, argumentaram que a chegada de Guyger ao apartamento errado (no andar errado) não foi causada por cansaço, mas por uma conversa telefônica de 16 minutos com seu amante, Martin Rivera, com quem mantinha um relacionamento romântico e trocava mensagens explícitas, planejando um encontro naquela noite. Segundo, ela não seguiu o protocolo policial padrão de não entrar em um local com um possível ladrão e chamar reforços da delegacia, que ficava a apenas dois quarteirões.
Em 1º de outubro de 2019, Guyger foi considerada culpada de assassinato. O júri deliberou por seis horas para chegar ao veredicto de assassinato, considerando também a acusação menos grave de homicídio culposo. Ela foi a primeira policial de Dallas condenada por assassinato desde o  assassinato de Santos Rodriguez em 1973.
Em 2 de outubro de 2019, Guyger foi sentenciada a 10 anos de prisão após uma hora de deliberação do júri. Durante a audiência de sentença, a mãe de Jean, Allison, prestou um depoimento emocionado, e mensagens de texto e postagens de redes sociais de Guyger, consideradas "racistas e ofensivas", foram apresentadas. O irmão mais novo de Jean, Brandt, perdoou e abraçou Guyger durante a sentença. O pai de Jean, Bertrum, também declarou que a perdoou, mas desejaria uma pena mais severa.
As despesas legais de Guyger foram pagas pela Associação de Polícia de Dallas, um sindicato policial que representa os policiais de Dallas.
Em 16 de outubro de 2019, os advogados de Guyger entraram com um pedido de apelação solicitando um novo julgamento. Em 7 de agosto de 2020, seus advogados apresentaram uma apelação alegando que não havia evidências suficientes para condená-la por assassinato, buscando absolvição ou redução da acusação para homicídio por negligência criminosa, com nova audiência para sentença. Em 5 de agosto de 2021, a Quinta Corte de Apelações do Texas manteve a condenação por assassinato, decidindo por unanimidade que o veredicto do júri foi razoável e que o próprio testemunho de Guyger sustentava a acusação de assassinato. Em 17 de novembro de 2021, a corte retirou sua decisão anterior, mas novamente manteve a condenação por assassinato, com raciocínio semelhante, afirmando que a defesa de Guyger de que ela entrou no apartamento errado por engano não justificava a acusação menor de homicídio por negligência criminosa. Sua apelação à Corte de Apelações Criminais do Texas, a corte de última instância para casos criminais no estado, foi negada.
Atualmente, Guyger está presa na Patrick O'Daniel Unit [en] (anteriormente Unidade Mountain View). Ela tornou-se elegível para liberdade condicional em setembro de 2024, após cumprir metade de sua sentença, embora sua pena completa se estenda até setembro de 2029. Em outubro de 2024, sua liberdade condicional foi negada. Ela será novamente elegível para liberdade condicional em 2026.

### Controvérsia sobre a câmera do carro de polícia
Após o tiroteio, Guyger foi detida e colocada no carro patrulha da sargento Breanna Valentine, que foi abordada pelo sargento Mike Mata, superior de Valentine e presidente da Associação de Polícia de Dallas. Mata instruiu Valentine a desligar a câmera do carro, que gravava áudio, para que ele pudesse conversar em particular com Guyger, e Valentine obedeceu. Mata testemunhou no julgamento de Guyger que desligar a câmera era um procedimento padrão para proteger o privilégio advogado-cliente, pois Guyger planejava contatar seu advogado. O advogado de defesa de Guyger corroborou a declaração de Mata, mas os promotores questionaram se era apropriado ou comum desligar a câmera, alegando que Guyger recebeu tratamento especial por ser policial. Valentine testemunhou que isolou Guyger no carro patrulha para protegê-la da situação, mas imagens de vigilância mostraram Mata permitindo que Guyger saísse do carro, conversasse com ela e interagisse com amigos e outros policiais.
As políticas do Departamento de Polícia de Dallas na época permitiam que um policial desativasse dispositivos de gravação quando, a seu critério, não havia probabilidade de "qualquer outro valor probatório ou de aplicação da lei ocorrer". A família de Jean e membros da comunidade afirmaram que desligar a câmera resultou na perda de evidências. Valentine testemunhou que não teria desligado a câmera se soubesse que Guyger estava fora de serviço no momento do tiroteio. Mata negou qualquer irregularidade e disse que acolheria uma investigação por assuntos internos. Em julho de 2020, os promotores encaminharam Mata a um grande júri por adulteração de provas, mas o júri recusou indiciá-lo. Um porta-voz da polícia de Dallas afirmou que uma investigação interna sobre a conduta de Mata continuaria. Mata se recusou a comentar ao The Dallas Morning News.

### Controvérsias envolvendo testemunhas
Em 31 de janeiro de 2019, a ABC News relatou que uma testemunha, identificada apenas como "Bunny", gravou um vídeo das ações de Guyger imediatamente após o tiroteio. A testemunha alegou ter sido assediada e ameaçada por trolls da internet não identificados após fornecer o vídeo ao Ministério Público do Condado de Dallas e posteriormente publicá-lo nas redes sociais.
Em 4 de outubro de 2019, Joshua Brown, testemunha-chave da promotoria e vizinho de Jean do outro lado do corredor, foi baleado e morto no estacionamento de outro complexo de apartamentos para o qual ele havia se mudado, a cerca de 5 mi (8,05 km) de onde Jean e Guyger viviam. Testemunhas não conseguiram descrever o atirador ou atiradores, apenas o veículo que dirigiam.
Em 8 de outubro, a polícia de Dallas anunciou que identificou três suspeitos no assassinato de Brown e prendeu um deles, afirmando que os suspeitos estavam envolvidos em uma negociação de drogas com Brown quando ele foi baleado. Uma busca no apartamento de Brown encontrou 12 lb (5,44 kg) de maconha, 5,04 oz (143 g) de cartuchos de THC e US$ 4.000 em dinheiro; no entanto, defensores questionaram as alegações policiais de que os três homens viajaram 300 mi (483 km) de Alexandria, Louisiana, para comprar drogas de Brown, e um advogado da família de Brown pediu uma investigação independente por outra agência. O chefe assistente de polícia de Dallas, Avery Brown, negou que a morte de Joshua Brown estivesse relacionada ao julgamento de Guyger. Um segundo suspeito foi preso no dia seguinte, e, em 8 de dezembro, os três homens foram indiciados por assassinato capital, embora um deles permanecesse foragido.

## Julgamento cível
Em 20 de novembro de 2024, um júri de um julgamento cível concedeu à família de Jean US$ 98,65 milhões, incluindo cerca de US$ 60 milhões em danos punitivos e US$ 38,6 milhões em danos compensatórios, em uma ação por morte culposa contra Guyger — um valor quase o dobro do que a família buscava. A família alegou que a polícia de Dallas treinou Guyger de forma inadequada e também nomeou a cidade de Dallas como ré, mas a cidade foi retirada do processo, deixando Guyger como a única responsável pelo pagamento dos danos. Guyger inicialmente se representou, mas não compareceu ao julgamento e recusou fornecer representação legal. A família afirmou que doará qualquer valor recebido à Fundação Botham Jean, incluindo possíveis lucros de acordos de filmes ou livros feitos por Guyger. A família reconheceu que é improvável que receba o valor total.

## Homenagens

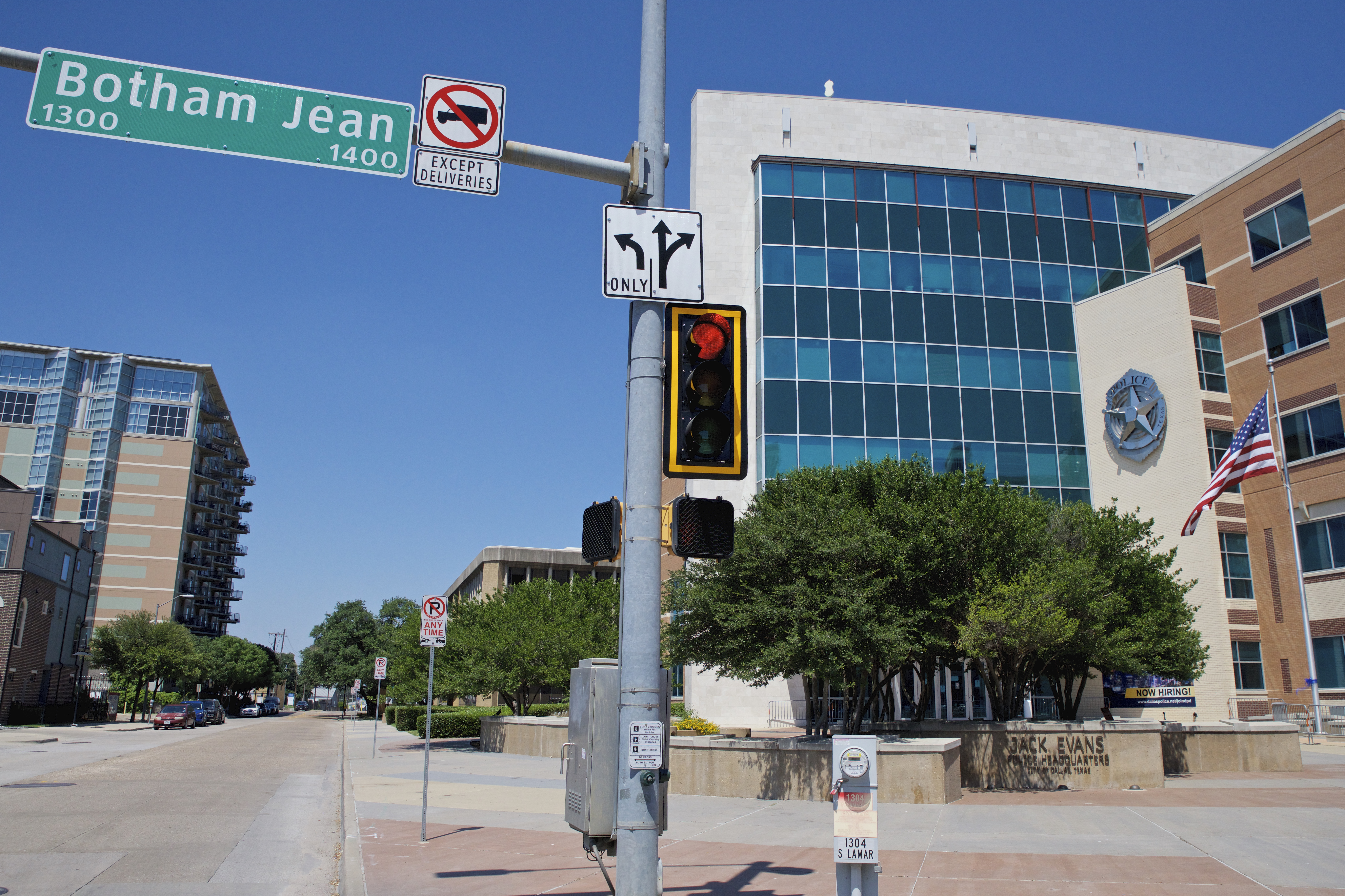
Sede da Polícia de Dallas em 2021, com placa atualizada da Botham Jean Blvd. (anteriormente Lamar St.)

Em 13 de janeiro de 2021, o Conselho Municipal de Dallas votou unanimemente para renomear cerca de 4 mi (6,44 km) da South Lamar Street, de Interstate 30 à South Central Expressway (S.M. Wright Freeway), como Botham Jean Boulevard. A rua passa pelo antigo apartamento de Jean e pela sede da polícia de Dallas.
Em resposta à controvérsia sobre a câmera do carro de polícia, o representante estadual do Texas Carl O. Sherman apresentou o Projeto de Lei 929 da Câmara, conhecido como Lei Botham Jean, para aumentar a responsabilidade policial. A lei tornou ilegal que policiais desativassem câmeras corporais durante sua participação ativa em uma investigação. Também exige que as políticas de aplicação da lei sobre câmeras corporais incluam estipulações sobre a coleta da câmera, gravação de vídeo e áudio como evidência. A lei entrou em vigor em setembro de 2021.
O curta-metragem de 2020 Two Distant Strangers incluiu o nome de Jean em uma lista de americanos negros mortos durante interações com a polícia nos Estados Unidos. O filme destaca essa questão, mostrando um americano negro preso em um loop temporal onde é repetidamente morto por um policial.